# Гараш торта
Гараш торта је бугарска чоколадна торта, настала у Русеу у Бугарској, највероватније почетком 20. века. Последњих деценија постаје све популарнија у западној Европи због свог дивног укуса и деликатне ароме. Сматра се бугарском верзијом Сахер торте, направљене од јаја, орашастих плодова и чоколаде. Инспирација за ову торту настала је из Пишингер торте, коју је 1881. направио Аустријанац Оскар Пишингер (1863 - 1919). Једно сведочанство о овој чињеници је да се колач зове Пишингер торта (гараш) у књизи Ивана Маринова „Водич за пециво и кување“. Пишингер торта је направљена са пет Карлсбадер Облатен.

## Историја
Торту је креирао аустроугарски посластичар Коста Гараш, који је у Русе стигао 1885.  У граду је управљао тадашњим хотелом „Исљах Хане“ који се налазио поред резиденције кнеза Александра Батенберга, и за то време истакнути гости као што су румунски краљ Карол II, српски Милан Обреновић и шведски Оскар II.  Управо за пријеме високог ранга Коста Гараш прави своју чувену торту Гараш. 1900. године прелази у Софију, где преузима управљање хотелом Панах. У приземљу се налазила и посластичарница, где су становници престонице могли да пробају комад Гараша.
По први пут за ширу јавност, рецепт се појавио у књизи Поликсене Семерџијеве и Христа Семерџиева „Практични водич за савремено посластичарство и део вегетаријанске кухиње“, објављеној 1935. у Горној Орјаховици. Касније се рецепти налазе и у многим другим кулинарским књигама: у „Рецептима за електричну кухињу” и „Кондиторским рецептима за електричну кухињу” Владе Иванова и Бориса Пенева из 1939. у „Производњи слаткиша. Технологија производње кондиторских производа“ Бориса Пенева и Стефана Попова из 1956. у „Десертима“ Марије Доневе и Љубомира Камберова из 1958. итд.

## Припрема
Торта се прави од пет танких кора направљених од смесе која садржи 200 грама ораха, 8 јаја, 220 грама шећера у праху и 20 грама брашна. Сваку кору пеците на подмазаном пиринчаном папиру на умереној температури док не порумене, па оставите да се охлади. Крема се умути до густе, ако није слатка, додајте шећер. Чоколада се отопи на воденом купатилу и већи део дода у већ умућену слатку павлаку. Меша се док се не добије једнолични чоколадни крем у који се може додати рум или коњак. Потом се ређају и сваки обилно премаже чоколадним мусом. На крају, цела торта је прекривена чоколадном глазуром и украшена зелено обојеним кокосовим струготинама или исецканим бадемима. Оставите да одстоји у фрижидеру преко ноћи. Служи се следећег дана.
У оригиналном рецепту, колач се прави без брашна. Државни архив у Русеу чува оригиналну рецептуру колача.  

## Екстерне референце
- Рецепт за гараш торту